# Mitropacup 1968
De Mitropacup 1968 was de 28e editie van deze internationale beker en voorloper van de huidige Europacups.
De 16 deelnemende clubs kwamen ook dit jaar uit Hongarije, Italië, Joegoslavië, Oostenrijk en Tsjechoslovakije. Dit jaar werden alle confrontaties ook weer in een thuis- en uitwedstrijd gespeeld. In november 1967 werd er al met het toernooi van start gegaan.
Rode Ster Belgrado werd na in 1958 de Donau Cup al gewonnen te hebben nu ook winnaar van de Mitropacup.
 Eerste ronde 
| Winnaar                   | Land                 | Uitslagen | Land                | Verliezer             |
| ------------------------- | -------------------- | --------- | ------------------- | --------------------- |
| Rode Ster Belgrado        | Vlag van Joegoslavië | 3-0 , 1-3 | Vlag van Hongarije  | Diósgyőri VTK Miskolc |
| Spartak Trnava            | Vlag van Tsjechië    | 2-1 , 1-1 | Vlag van Italië     | AS Roma               |
| Újpest Dózsa              | Vlag van Hongarije   | 6-1 , 1-1 | Vlag van Oostenrijk | Wiener Sport-Club     |
| Vardar Skopje             | Vlag van Joegoslavië | 0-0 , 2-1 | Vlag van Oostenrijk | Linzer ASK            |
| Inter Slovnaft Bratislava | Vlag van Tsjechië    | 1-3 , 7-0 | Vlag van Hongarije  | Tatabánya Bányász     |
| Zeljeznicar Sarajevo      | Vlag van Joegoslavië | 0-0 , 1-0 | Vlag van Tsjechië   | Jednota Trenčín       |
| Austria Wien              | Vlag van Oostenrijk  | 1-2 , 2-0 | Vlag van Italië     | Atalanta Bergamo      |
| Cagliari Calcio           | Vlag van Italië      | 6-0 , 2-3 | Vlag van Tsjechië   | Baník Ostrava         |

 Kwart finale 
| Winnaar            | Land                 | Uitslagen | Land                 | Verliezer                 |
| ------------------ | -------------------- | --------- | -------------------- | ------------------------- |
| Rode Ster Belgrado | Vlag van Joegoslavië | 3-0 , 2-3 | Vlag van Tsjechië    | Inter Slovnaft Bratislava |
| Spartak Trnava     | Vlag van Tsjechië    | 2-1 , 2-2 | Vlag van Joegoslavië | Zeljeznicar Sarajevo      |
| Újpest Dózsa       | Vlag van Hongarije   | 2-2 , 4-1 | Vlag van Oostenrijk  | Austria Wien              |
| Vardar Skopje      | Vlag van Joegoslavië | 1-0 , 1-0 | Vlag van Italië      | Cagliari Calcio           |

 Halve finale 
| Winnaar            | Land                 | Uitslagen | Land                 | Verliezer     |
| ------------------ | -------------------- | --------- | -------------------- | ------------- |
| Rode Ster Belgrado | Vlag van Joegoslavië | 0-1 , 4-1 | Vlag van Hongarije   | Újpest Dózsa  |
| Spartak Trnava     | Vlag van Tsjechië    | 4-1 , 2-2 | Vlag van Joegoslavië | Vardar Skopje |

 Finale 
| WINNAAR            | Land                 | Uitslagen | Land              | FINALIST       |
| ------------------ | -------------------- | --------- | ----------------- | -------------- |
| Rode Ster Belgrado | Vlag van Joegoslavië | 0-1 , 4-1 | Vlag van Tsjechië | Spartak Trnava |

1927 · 1928 · 1929 · 1930 · 1931 · 1932 · 1933 · 1934 · 1935 · 1936 · 1937 · 1938 · 1939 · 1940 · 1951 · 1955 · 1956 · 1957 · 1958 · 1959 · 1960 · 1961 · 1962 · 1963 · 1964 · 1965 · 1966 · 1967 · 1968 · 1969 · 1970 · 1971 · 1972 · 1973 · 1974 · 1975 · 1976 · 1977 · 1978 · 1980 · 1981 · 1982 · 1983 · 1984 · 1985 · 1986 · 1987 · 1988 · 1989 · 1990 · 1991 · 1992